# Darkness on the Edge of Town (cançó)
"Darkness on the Edge of Town" és l'última cançó de l'àlbum del mateix nom de 1978, Darkness on the Edge of Town, de Bruce Springsteen. Va ser l'última cançó gravada i mesclada, i l'abril de 1978 va ser utilitzada per donar nom al disc. Un àlbum temàtic les cançons del qual retraten les lluites dels menys afortunats, no només per sobreviure, sinó per mantenir vius el seu esperit i la seva voluntat de viure, la cançó principal retrata un perdedor amb mala sort a la vida que es nega a rendir-se. El quart àlbum de Springsteen, publicat tres anys després de Born to Run, es va retardar dos anys a causa de problemes legals amb el seu antic manager, Mike Appel. Les expectatives eren altes després que trigués un any a completar l'àlbum.

## Rerefons
"Darkness on the Edge of Town" ("Darkness") és la història d'un perdedor amb molt mala sort, que manté viu el seu esperit a través de les carreres de carrer als límits de la ciutat. En el seu món, "no one asks any questions, or looks too long in your face" (ningú no fa cap pregunta, ni et mira massa a la cara). Descriu la seva desesperació: "some folks are born into a good life, other folks get it anyway anyhow, I lost my money and I lost my wife, them things don't seem to matter much to me now" (Algunes persones neixen amb una bona vida, altres ho aconsegueixen de totes maneres, vaig perdre els meus diners i vaig perdre la meva dona, aquestes coses sembla que ara no m'importen gaire), i després el que planeja fer al respecte. "Tonight I'll be on that hill 'cause I can't stop, I'll be on that hill with everything I got, where lives are on the line and dreams are found and lost, I'll be there on time and I'll pay the cost, for wanting things that can only be found in the darkness on the edge of town" (Aquesta nit seré en aquest turó perquè no puc parar, seré en aquest turó amb tot el que tinc, on hi ha vides en joc i els somnis es troben i es perden, hi seré a temps i Pagaré el cost, per voler coses que només es poden trobar a la foscor als marges de la ciutat).
"Darkness on the Edge of Town" es va concebre a principis de 1976, poc després que acabés la gira Born to Run. De fet, el títol es pot trobar en dues llistes de cançons que es van escriure en algun moment de 1976, amb rumors que els assajos de la banda durant 1976 a la casa de Bruce a Holmdel, NJ incloïen versions de "Darkness On The Edge Of Town". Amb música i algunes lletres escrites el febrer de 1976, la cançó va ser subtitulada "The Racer" durant un temps.
Tanmateix, la seva lletra no es va completar l'1 de juny de 1977, el primer dia de les sessions d'enregistrament de Darkness on the Edge of Town. Bruce i l'E Street Band van treballar en la cançó durant cinc dies el juny de 1977, després la van deixar de banda, incompleta, durant la resta de l'any. El 8 de març de 1978, més de dos mesos després de finalitzar les sessions, Springsteen va trucar a la seva banda i es va gravar des de zero una nova versió de "Darkness", completada el 10 de març i barrejada el 30 de març, just a temps per incloure'l a l'àlbum com a pista de tancament. L'àlbum va ser publicat el 2 de juny de 1978. Es creu possible que Springsteen estés treballant en "Darkness" tot el temps, durant els nou mesos que van passar, i va sortir amb les paraules a l'últim moment, que va fer dues vegades a Born to Run, amb "Backstreets" i " She's the One".

## Alliberament
Rolling Stone va designar la cançó al número 8 d'una llista de les 100 millors cançons de Bruce Springsteen. Encara que no es va publicar com a senzill, es va incloure en molts àlbums en directe i en els recopilatoris The Essential Bruce Springsteen (2003) i Greatest Hits (2009). La cançó fa diverses referències aparents a llocs de Louisville, Kentucky, ja que esmenta "Abram's bridge" (Pont d'Abraham Lincoln) i "Fairview" (Fairview Street a Louisville), encara que això no s'ha verificat mai. La cançó també és una de les cançons de concert més populars de Springsteen.

## Personal
Segons els autors Philippe Margotin i Jean-Michel Guesdon:
- Bruce Springsteen - veu, guitarres
- Roy Bittan - piano
- Clarence Clemons - tamborí
- Danny Federici – orgue, glockenspiel
- Garry Tallent - baix
- Steven Van Zandt - guitarra
- Max Weinberg - bateria